# Erhard Eppler
Erhard Eppler, né le 9 décembre 1926 à Ulm (État libre populaire de Wurtemberg, Reich allemand) et mort le 19 octobre 2019 à Schwäbisch Hall (Allemagne), est un homme politique allemand, membre du Parti social-démocrate d'Allemagne (SPD).
Comptant parmi les fondateurs du Parti populaire pan-allemand (GVP) en 1952, il entre au SPD quatre ans plus tard, se rattachant à son « aile gauche », et devient en 1968 ministre fédéral de la Coopération économique dans la grande coalition de Kurt Georg Kiesinger. Il conserve son poste dans les coalitions sociales-libérales de Willy Brandt puis Helmut Schmidt, démissionnant en 1974 pour protester contre la baisse de son budget. En 1976, il se présente aux élections régionales du Bade-Wurtemberg mais échoue face au Ministre-président Hans Filbinger, devenant alors chef de l'opposition. Sa défaite quatre ans plus contre Lothar Späth le conduit à se retirer de la vie politique en 1982.

## Biographie
Né à Ulm, Erhard Eppler grandit à Schwäbisch Hall, où travaille son père, puis participe à la Seconde Guerre mondiale en tant que simple soldat entre 1943 et 1945.
Il passe son Abitur en 1946 et accomplit des études supérieures pour devenir professeur d'anglais, allemand et histoire. Il décroche son premier examen pédagogique d'État en 1951, soit la même année que son doctorat de philosophie, et obtient le second deux ans plus tard, étant ensuite affecté dans un gymnasium à Schwenningen am Neckar jusqu'en 1961.

### Vie politique

#### Parcours militant
En 1944, Erhard Eppler intègre le Parti national-socialiste des travailleurs allemands (NSDAP), dissous en 1945. Il participe sept ans plus tard à la fondation du Parti populaire pan-allemand (GVP), une formation pacifiste, aux côtés de Gustav Heinemann, puis rejoint en 1956 le Parti social-démocrate d'Allemagne (SPD), qui accueille la plupart des membres du GVP, qui se révèle en effet être un échec électoral.

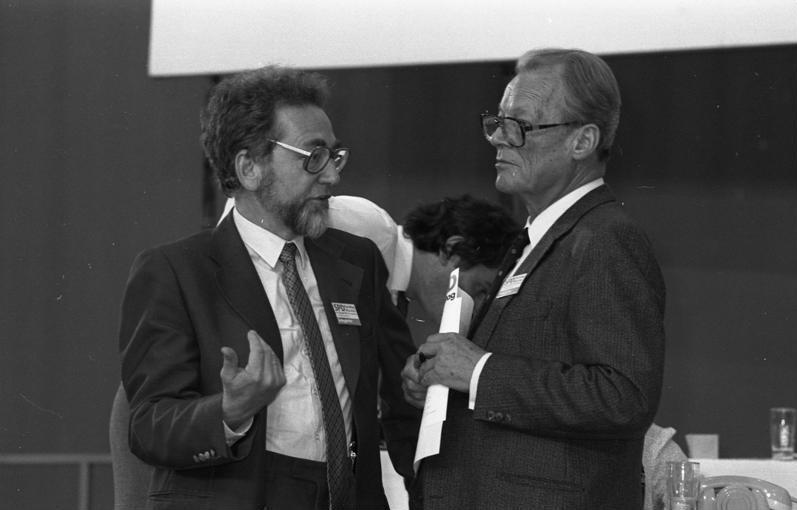
Erhard Eppler (à gauche) et Willy Brandt au congrès du SPD à Münster en 1982.

Élu au comité directeur fédéral en 1971, Erhard Eppler devient en 1973 président du SPD dans le Bade-Wurtemberg et de la commission des valeurs fondamentales. Il entre la même année à la présidence fédérale du parti. Il démissionne de son poste régional en 1981, et n'est pas reconduit à la présidence fédérale pour la période de 1982 à 1984.
Il quitte définitivement cette instance en 1989, puis le comité directeur deux ans plus tard, et enfin la présidence de la commission des valeurs fondamentales en 1992.

#### Au niveau fédéral
Sa première élection au Bundestag comme député fédéral remonte à 1961. Le 16 octobre 1968, Erhard Eppler est nommé ministre fédéral de la Coopération dans la grande coalition de Kurt Georg Kiesinger. Il est reconduit dans la coalition sociale-libérale formée par Willy Brandt l'année suivante, et réélu au Bundestag dans la circonscription d'Heilbronn en 1972.
Maintenu en fonction par Helmut Schmidt quand il devient chancelier fédéral le 16 mai 1974, il démissionne à peine deux mois plus tard, le 8 juillet, pour protester contre la baisse du budget alloué à son portefeuille. Il renonce deux ans plus tard à son siège de député fédéral. Erhard Eppler est devenu le porte-parole  des opposants de la SPD internes à la double décision de crise des euromissiles.

#### Au niveau régional
En 1976, Erhard Eppler se présente aux élections régionales dans le Bade-Wurtemberg contre le Ministre-président chrétien-démocrate Hans Filbinger, qui dispose depuis quatre ans d'une majorité absolue. Sa candidature est un échec puisque le jour du scrutin, son parti tombe à 33,3 % des voix, soit 4,2 points de moins qu'en 1972. De son côté, la CDU obtient 56,7 %, en hausse de 3,8 points. Il est alors désigné président du groupe parlementaire régional social-démocrate et prend la tête de l'opposition parlementaire. De nouveau candidat en 1980, il affronte Lothar Späth, qui a succédé à Filbinger en 1978, et subit un nouveau revers avec 32,5 %, contre 53,4 % aux chrétiens-démocrates. Il renonce alors à la présidence du groupe SPD et quitte le Landtag deux ans plus tard.